# Посполите рушення

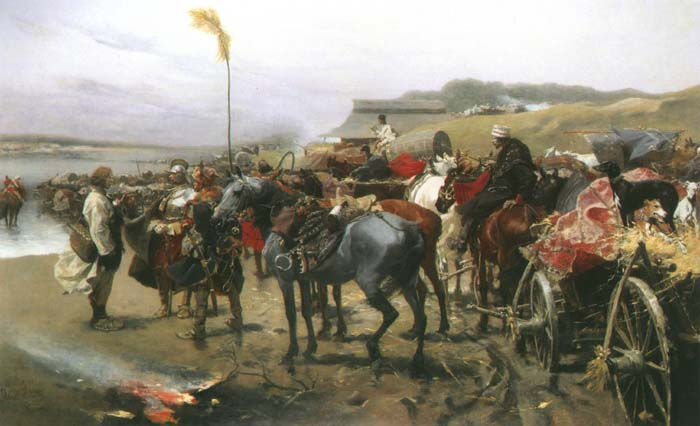
Юзеф Брандт. Посполите рушення біля броду

Посполи́те руше́ння (пол. pospolite ruszenie, pɔspɔˈlitɛ ruˈʂɛɲɛ, лат. motio belli) — загальне шляхетське ополчення, тобто земська оборона, яке формувалося за територіальним принципом, що існувало спершу у Польському королівстві і Великому князівстві Литовському, потім — у Речі Посполитій. Традиційно походило із середньовічного лицарства. Посполите рушення оголошували за наказом короля — уперше було унормоване статутами і привілеями польського короля Казимира III Великого, надалі порядок його скликання дещо змінювався.

## Історія
Спочатку підставою для скликання посполитого рушення були рішення шляхетських сеймиків, а з кінця 15 ст. — сеймів, які могли встановлювати певні норми у формуванні цього війська. Так, 1502 новогрудський сейм ВКЛ вперше визначив, що кожен шляхтич має вивести із собою у похід одного вояка від «служби» (2—5-ти селянських димів). З утворенням Речі Посполитої 1569 посполите рушення мало скликатися на підставі ухвали вального сейму, ця норма внесена в Статути Великого князівства Литовського. На підставі ухвал вальних сеймів король розсилав спеціальні універсали («віці») по землях і воєводствах про виступ у похід, зазвичай функції воєначальників виконували гетьмани коронний та литовський. Формально до посполитого рушення міг бути закликаний кожен власник землі на праві умовного держання, але часом до нього залучали й міщан-землевласників. Оскільки магнати мали свої війська, то посполите рушення формувалося лише із середньої та дрібної шляхти, котра йшла в похід із великою кількістю слуг (див. Пахолок). Чисельність посполитого рушення коливалася, Королівство Польське та ВКЛ могли виставити по кількадесят тисяч ополченців, не рахуючи слуг та ін. (т. зв. «лужна челядь»). Найчастіше скликали посполите рушення' з кількох воєводств, і дуже рідко — у масштабах усієї держави, бо воно розглядалося як останній резерв і могло використовуватися тільки в межах державних кордонів. За ухиляння від участі в посполитому рушенні конфісковувалися шляхетські маєтності. У разі закордонного походу лицарству з посполитого рушення належали спеціальні відшкодування за втрати, держава мала викупати їх із полону. У 14 — серед. 15 ст. посполите рушення було ефективною мілітарною силою, але з часом стали виявлятися ознаки його кризи, зумовленої втратою шляхтою характеру лицарства — вона дедалі більше займалася господарством, — а також змінами у військовій тактиці, де все більшу й більшу роль відігравала піхота, поширенням вогнепальної зброї. Боєздатність посполитого рушення постійно падала, після Берестецької битви 1651 воно навіть відмовило польському королю Яну II Казимиру Ваза в переслідуванні армії Богдана Хмельницького, що відступала. Останній раз посполите рушення було скликане в загальнодержавних масштабах 1655—57 і 1672, а надалі воно існувало переважно на папері.